# 너를 너무너무너무너무 좋아하는 100명의 그녀
《너를 너무너무너무너무 좋아하는 100명의 그녀》(일본어: 君のことが大大大大大好きな100人の彼女 기미노코토가 다이다이다이다이다이스키나 햐쿠닌노 가노조[*])는 나카무라 리키토가 원작을 맡고 노자와 유키코가 작화를 맡은 일본의 만화다. 약칭은 "100카노"(100カノ). 《주간 영 점프》(슈에이샤)에서 2020년 4·5 합병호부터 연재 중이다. 소년 점프+(슈에이샤)에서도 2020년 4월부터 연재 중이다. 2023년 7월 시점에서 단행본의 누계 부수가 140만 부를 돌파했다.
2023년 10월부터 12월까지 텔레비전 애니메이션이 방송되었다.

## 줄거리
100명의 여성에게 고백하고 차인 아이죠 렌타로. 중학교 졸업의 날에 그는 신사의 신으로부터 서로를 좋아하고 좋아하고 견딜 수 없는 "운명의 사람"이 100명 있다고 들었다. 고교생이 된 렌타로는 2명의 "운명의 사람”을 만나, 그 2명에게 고백받는다. 기쁘면서도 괴로운 입장에 놓인 렌타로지만, "운명의 사람"을 만난 인간은 그 상대와 사랑해 행복하게 될 수 없으면 여러가지 불행한 일을 만난 후에 죽는다는 운명을 따르는 것을 알고 있다.
2명의 호의뿐만 아니라 생명까지 천칭에 걸게 되어 버린 렌타로가 고민 끝에 내린 대답은, "정당당당히 2명과 동시에 사귀는 것을 선언하는 것"이었다. 렌타로는 자신이 할 수 있는 최대한의 성의를 나타내, 그 의향을 받아들이는 데 성공한다. 그러나 렌타로의 "운명의 사람"은 앞으로 98명 있다. 차례차례로 만나게 되는 "운명의 사람"과 성심성의 사귀는 것은 계속, 세상에도 기묘한 일부다처 연애가 시작되었다.

## 등장인물
담당 성우는 별도 표기가 없는 한 TV 애니메이션판에서의 캐스트.

### 렌타로 패밀리
주인공 렌타로와 그 여친들 모두를 정리해 가리키는 호칭. 제14화 〈사랑과 영혼을 건 성전〉에서, 이벤트에 참가할 때의 팀명으로서 렌타로가 고안해, 이후 정착했다.
아이죠 렌타로(愛城 恋太郎)
성우 - 카토 와타루, 아마미 유리나(어린 시절)
본작의 주인공. 5월 1일생 고등학교 1학년.
얼굴은 나쁘지 않고, 성격도 성실하면서도 귀찮다. 머리도 운동신경도 좋아 남녀 불문하고 인망이 있다. 좋아하는 음식은 달걀 요리. 중간고사에서는 240명 중 88위. 부모는 교사를 하고 있다.
여친들은 사귀기 전에는 기본적으로 성씨로 부르지만, 사귀기 시작해서는 이름으로 부르게 된다. 같은 학년이나 연하는 그대로 이름을 부르거나 '짱'(ちゃん)을 붙여서 부르고, 상급생에게는 '선배'(先輩), 교사에게는 '선생님'(先生), 학생이 아닌 연상에는 '씨'(さん)를 붙인다.
태어나고 나서 중학교 졸업까지 총 100명의 여자에게 고백했지만, 모두 차였다는 과거를 가지고, 좋아하게 되어 고백해도 그때마다 거절당한 것으로 원작 처음에는 정서불안이였다. 연애성취기원을 위해 방문한 신사에서 만난 신으로부터 "운명의 사람"이 100명 있어, 그녀들과 고교생 사이에 만나는 것을 듣고 반신반의하면서도 고교 생활 에 희망을 품고, 입학식 당일에 만난 하카리와 카라네에게 실제로 고백받았지만, 어느 쪽인가를 선택해야 하는 것에 고민에 고민을 거듭하다가 신으로부터 조언을 받으려고 신사에 다시 방문했을 때 ""운명의 사람"과 사귀지 않으면 상대가 불행한 일을 당해 죽는다"는 것을 알게 된다. 이것으로 당초에는 들키지 않도록 동시에 사귀는 것도 생각했지만, 고백할 때의 기분이나 용기를 누구보다 자신이 알고 있는 것을 기억해, 두 사람의 앞에서 정면에서 기분에 응해 두 사람 동시에 사귀는 것을 제안. 이것을 받아들여 받은 것에 의해 100명의 그녀 전원과 사귀고, 모두를 행복하게 한다는 길을 걷게 된다.
하나조노 하카리(花園 羽香里)
성우 - 혼도 카에데 / 우에다 레이나(보이스 드라마판)
첫 번째 여친 (동시 두 명). 렌타로에 처음 고백 한 가련하고 부드러운 소녀. 6월 22일생. 고등학교 1학년에서 렌타로와 같은 반.
어리광부리고 계산 높은 측면이 있지만, 카라네에게 추긍당하는 시즈카를 걱정하거나, 카노에게 렌타로의 생각의 힘을 가르치는 등, 타인을 걷어차려고 하는 일을 하지 않고, 배려를 할 수 있다 상냥한 성격이다. 머리도 좋고, 중간 테스트로 240명 중 25위. G컵 거유로 자신의 프로포션에는 절대적인 자신감을 갖고 있으며 칭찬을 받으면 뽐내는 얼굴이 된다.
인다 카라네(院田 唐音)
성우 - 토미타 미유 / 시라이시 하루카(보이스 드라마판)
첫 번째 여친 (동시 두 명). 렌타로에게 두 번째로 고백 한 금발 트윈 테일 소녀. 9월 9일생. 고등학교 1학년에서 렌타로와 같은 반.
렌타로와의 만남의 시기는 하카리와 함께하지만, 고백은 하카리가 빨랐다. 렌타로 패밀리 중에서는 주로 츳코미 포지션이다.
사사건건 "○○가 아니거든!"(○○じゃないんだからね！ ○○자나...인다카라네![*])라고 말해 버리는 이른바 츤데레 캐릭터로, 렌타로뿐만 아니라 다른 여친들이나 무생물 등의 삼라만상 모든 것에 대해서도 츤데레를 하고 있다.억지로 츤데레를 하려다가 속이는 말이 더 이상할 수도 있다. 자신의 기분을 솔직하게 말하지 못하는 경우가 많지만 파고들 때나 진지하게 상대를 생각했을 때는 거침없이 말을 해낸다.
요시모토 시즈카(好本 静)
성우 - 나가나와 마리아 / 이와미 마나카(보이스 드라마판)
세 번째 여친. 책(本)을 좋아하고(好), 조용한(靜) 소녀. 11월 1일생. 고등학교 1학년에서 렌타로와 같은 반. 도서 위원이며, 교복 때는 항상 완장을 붙이고 있다. 책을 읽을 때 장면으로 무의식적으로 발가락을 움직이는 버릇이 있다.
말하는 것이 매우 서투르고, 어린 시절부터 계속 "가지고 다니는 사랑 독서의 한 문장을 가리키는" 것으로 의사 소통을 하고 있다.
에이아이 나노(栄逢 凪乃)
성우 - 세토 아사미 / 스야마 에미리(보이스 드라마판)
네 번째 여친. AI처럼 지적이고 쿨한 미소녀. 3월 14일생인 고등학교 1학년으로 렌타로와 같은 반.
길고 아름다운 은빛 머리카락이 특징. 하카리에 지지 않고 뒤지지 않고 글래머러스이지만 조이는 곳은 잠긴 모델과 같은 체형을 하고 있다.
학업 우수하고 중간고사에서는 전 교과 만점의 학년 1위. 동요했을 때 마음을 진정시키기 위해 원주율을 쓰는 버릇이 있다. 또한 신체 능력도 여친들 중에서는 비교적 높지만 고소공포증으로 높은 곳에 서면 한 걸음도 움직일 수 없게 된다.
야쿠젠 쿠스리(薬膳 楠莉)
성우 - 아사이 아야카 / 카네모토 히사코(보이스 드라마판)
다섯 번째 여친. 시즈카보다 작은 소녀. 4월 14일생 양자리.
이름 그대로 약(薬)을 너무 좋아해서 노벨도 깜짝 놀랄 만한 다양한 약을 개발하고 있다. 바보털과 어미에 '인 것이다'를 붙여 말하거나 웃을 때는 '삐죽삐죽' 웃는 것이 특징.
하나조노 하하리(花園 羽々里)
성우 - 우에사카 스미레
여섯 번째 여친. 하나조노 하카리의 어머니. 5월 2일생 29살.
뛰어난 미모와 하카리를 넘는 가슴둘레(I컵)를 가지고 있다. 매우 큰 저택에 살고 있으며, 많은 하인을 거느리고 있는 대부호. 연하와 귀여운 것을 너무 좋아해서 렌타로와 렌타로 패밀리의 여자아이들을 항상 사랑하고 있으며, 너무 귀여움에 자주 침을 흘리고 있다.
하라가 쿠루미(原賀 胡桃)
일곱 번째 여친. 검은 머리에 에메랄드빛 눈동자를 가진 소녀. 9월 3일생인 중등부 3학년으로 렌타로 일행에게 첫 후배 여친이 된다. 렌타로 패밀리 중에서는 카라네에 이은 츳코미를 담당.
욕이 왕성하고 금방 배가 고파지는 체질을 갖고, 이때는 배가 꼬르륵(腹がくるくる) 소리가 나는 것이 특징.
메이도 메이(銘戸 芽衣)
성우 - 미모리 스즈코
여덟 번째 여친. 항상 미소를 잃지 않는 가련한 여자. 5월 10일생인 19살. 하나조노 가의 메이드(メイド).
스토 이쿠(須藤 育)
성우 - 타카하시 리에
아홉 번째 여친. 스포티하고 상쾌하고 보이시한 소녀. 1월 9일생인 고등학교 1학년으로 렌타로의 옆 반. 날씬한 체형으로 레깅스를 항상 신고 있다. 1인칭은 보쿠(ボク).
트레이닝이나 몸을 단련하는 것에 대해 이름대로 스토익(ストイック)이지만, 그 양에 대해서는 도를 넘어서 10만회 이상도 했던 적도 있다.
우츠쿠시스기 미미미(美杉 美々美)
성우 - Lynn
열 번째 여친. 아름다운 소녀.3월 3일생인 고등학교 2학년.
키가 크고 렌타로보다도 키가 크다. 자기애와 자기긍정력이 지극히 강하며 자신이 세상에서 가장 아름답다(美しい)고 굳게 믿는다.
카쿠레 메메(華暮 愛々)
성우 - 타카오 카논
열한 번째 여친. 앞머리로 눈(目)을 가리고 있는 소녀. 10월 10일생인 고등학교 1학년으로 렌타로와 같은 반.
이인 치요(伊院 知与)
열두 번째 여친. 안경을 쓴 작은 소녀. 10월 1일생인 중등부 1학년으로 렌타로의 사촌 여동생이며 눈썹 모양이 흡사하다. 어머니와는 사별했으며 아버지와 둘이서 살고 있다.
책임감이 강하고, 이름 그대로 위원장(委員長) 기질의 성격.
나디/야마토 나데시코(ナディー / 大和 撫子)
열세 번째 여친. 미국식 복장을 한 금발의 여성. 2월 11일생인 24살. 국어 교사. 왼손잡이이며 항상 영어 섞인 말을 한다.
평소에는 나디라고 부르지만 본명은 야마토 나데시코(大和撫子)이며 실은 순수 일본인이다.
야사시키 야마메(優敷 山女)
열네 번째 여친. 200cm나 되는 키를 자랑하는 거구 소녀. 8월 11일생인 고등학교 1학년으로, 이쿠와 같은 반. 원예부 부원으로 학교 밭에서 중학교 때부터 꽃과 채소를 기르고 있다. 머리에 특징적인 머리 장식을 하고 있는 것처럼 보이지만, 이것은 진짜 꽃과 나비이며, 어느새 정착한 것을 내쫓는 것이 불쌍해서 그대로 두고 있다.
매우 상냥한(優しい) 성격으로 모든 동식물에 대해 사랑을 가지고 대하고 있으며, 자연이 많은 곳에서는 자신의 큰 발로 벌레나 식물을 밟지 않도록 죽마를 사용하여 이동하거나 잡초조차 버리기를 거부하여 전용 밭을 만들기도 한다.
모미 모미지(茂見 紅葉)
열다섯 번째 여친. 마이페이스 소녀. 4월 8일생의 중학교 3학년으로 쿠루미와 같은 반에서 자리가 이웃간의 사이. 작은 쿠루미보다 작고 시즈카나 쿠스리나 치요와 같은 정도의 신장으로 평소에는 큰 리본을 달고 있다.
마사지를 잘해서 어떤 결림도 주물러(揉み) 낼 수 있고, 받은 사람은 모두 황홀한 표정을 지을 정도의 솜씨를 지녔으며, 상대방의 어디가 결렸는지 순식간에 알아차리는 힘이 있다.
야쿠젠 야쿠(薬膳 ヤク)
열여섯 번째 여친. 렌타로에게 고백받은 어린 시절을 겸비한 소녀. 쿠스리의 할머니이며 실제나이는 89세. 8월 9일생. 연금생활. 이름의 야쿠는 약(薬)의 "야쿠"가 아니라 야쿠스기(屋久杉)의 "야쿠"에서 따왔다.
토로토로 키시카(土呂瀞 騎士華)
열일곱 번째 여친. 기사도 정신을 가진 포니테일 소녀. 10월 10일생인 고등학교 3학년으로 쿠스리와 같은 반.
잘 보살피고 평소에는 의지하는 성격이지만 어릴 때부터 어린 동생도 부모를 대신해 돌보다가 스스로 부모에게 응석을 부리지 못하고 그 반동으로 모성과 부성에 몹시 굶주려 다른 사람에게 응석을 받자마자 흐물흐물(とろとろ)한 표정이 되어 결국 유아퇴행하여 갓난아기 같은 말과 행동을 하게 된다.
케다루이 아시(毛樽井 亜愛子衣)
열여덟 번째 여친. 갸루 소녀. 2월 5일생인 고등학교 1학년. 희귀한 이름이지만 혼혈이 것이 아니라 이른바 반짝반짝 네임이며 본명보다 아코라는 별명으로 불러달라는 것을 렌타로에게 말한다. 말투는 갸루어를 사용하는 것이 특징.
기본적으로는 밝고 친근한 성격이지만, 저혈압에 나른한(けだるい) 상태에서 표정의 변화에는 부족해 항상 기진맥진해 보이는 것으로부터 오해를 받기 쉽고, 옛 친구로부터는 그것 때문에 거리를 빼앗겨 버렸고, 그 이후 렌타로와 만날 때까지는 고립 상태였다.
나카지 우토(中二 詩人)
열아홉 번째 여친. 5월 16일생. 음유 시인(詩人)을 자칭하는 소녀스내프킨처럼 입고 다닌 표현을 좋아하는 이른바 중2(中二)병.
메이도 마이(女井戸 妹)
스무 번째 여친. 메이드(メイド) 소녀. 렌타로와 동갑으로 9월 6일생. 하나조노 가 선대 메이드장의 손자로 중학교를 졸업한 뒤 거주지로 메이드직을 하고 있어 학교에 다니지는 않는 것으로 알려졌다.
본노지 모모하(盆能寺 百八)
스물한 번째 여친. 10월 8일생인 27세로 윤리 교사. 술과 도박을 좋아해서 예전에는 담배도 피웠다.
자제심 제로로 마셔주는 낭비가, 더욱 성욕이 강하다는 번뇌(煩悩)의 덩어리 같은 인물.
바이오 린(灰尾 凛)
스물두 번째 여친. 8월 10일생인 중등부 2학년. 부모님이 바이올리니스트이시고 그녀 또한 바이올린(バイオリン)을 잘 켠다.
히후미 스우(一二三 数)
스물세 번째 여친. 1월 23일생인 고등학교 1학년으로 아코와 같은 반.
평소에는 입질이 강하고 매사에 담백하지만 숫자(数字)로 따지면 다른 사람처럼 부드러워질 정도로 숫자에 대한 사랑이 강하다.
카호 에이라(火保 エイラ)
스물네 번째 여친. 8월 3일생으로 오하나노미츠 대학 2학년. 갈색 피부가 특징인 여성으로 브라질과 일본의 혼혈이다. 일본에서 자라 어릴 때부터 아버지에게 카포에이라(カポエイラ)를 배워서인지 전투능력이 매우 높아 발차기로 차량 보닛을 파괴할 정도다. 물리적으로 파괴할 수 있는 것에 대해서는 강경할 수 있지만 물리적으로 파괴할 수 없는 것에 대해서는 매우 약하고 평소의 모습에서는 완전히 달라져 비명을 지르며 굴러다니는 등 극단적으로 마비되어 버린다. 자연현상이나 유령 같은 원래 만질 수 없는 것 이외에도 싫어하는 벌레나 동물이거나 아기 등 만지면 망가져 버릴 것 같은 것도 물리적으로 파괴할 수 없는 대상이 되었다.
네코나리 타마(猫成 珠)
스물다섯 번째 그녀. 2월 22일생으로 고양이 귀, 고양이의 손, 고양이의 꼬리를 항상 익히고, 어미에 "냥"을 붙이는 등 자신을 고양이라고 칭하는 여성. 21세. 1인칭은 '타마'로, 타인은 기본적으로는 이름의 쪽으로 부르고 있다. 몸집이 작지만 상당한 거유. 길가에서 골판지 상자에 들어가 주인을 찾고 있던 곳에서 렌타로를 만난다.
사이키 히메카(才奇 姫歌)
스물여섯 번째 여자친구. 10월 31일생으로 고등학교 1학년 전학생으로 "키키"(奇姫)라는 이름으로 활약하는 "젊은 천재 가희"라고 불리는 가수이기도 하다. 그러나 자신은 천재보다 기재(奇才)로 불리길 원하며 젓가락을 거꾸로 드는 기행을 굳이 저지르고 있지만 이를 모르는 사람들에게선 그저 철부지 신세로 여겨진다.
데이 마츠리(出井 祭李)
스물일곱 번째 여자친구. 8월 15일생. 중학교 1학년의 고스로리 소녀로 혼혈이며 치요와는 같은 반. 가족의 영향으로 축제를 좋아한다. 그 영향인지 말투도 에도 토박이 같은 말투로, 겉모습은 서양인형처럼 귀엽지만, 입을 열었을 때 큰 차이가 있다. 또 입고 있는 고딕 로리타의 옷도 핫피라고 부른다.
우사미 시이나(宇佐美 椎奈)
스물여덟 번째 여자친구. 4월 17일생. 고등학교 2학년이고 6반이다. 토끼의 귀 같은 헤어스타일이 특징인 키 큰 소녀. 자신을 우사짱(うさちゃん)이라고 불러 달라고 모두에게 말하고, 모두로부터도 기본으로 그렇게 불리고 있다. 또한 상대방을 부를 때에는 상대방의 이름을 계속하여 부르는 경우가 많다.
극도의 외로움을 잘 타고, 넓은 장소에 혼자 있는 등을 두려워해 역집합체 공포증을 자칭하고 있으며, 그 감정이 고조되면 '외롭사해버려'(さみ死ぬ)는 식의 표현을 쓴다.
제츠보다 메루(雪房田 夢留)
스물아홉 번째 여자친구. 11월 30일생. 고등학교 1학년으로 히메카의 클래스메이트. 베레모를 항상 쓰고 있어 웨이브가 걸린 긴 흑발과 하이라이트가 없는 눈도 특징. 그림책 작가이기도 하며, '유메와 오소라의 집'이라고 하는 메르헨 넘치는 작품을 세상에 내놓고 있다.
유년기는 희망에 차 있었지만, 그 후의 경험으로 알아볼수록 세상에는 절망이 가득하다는 것을 깨닫고, 그 구제를 위해 메르헨을 갈망하게 된다. 그림책 작가가 된 것도 그 일환이며, 아직 무구한 아이에게는 희망이 깃들지 않을까 생각하게 된 것이 계기이다. 또한, 절망은 하고 있지만, 멘탈 자체는 강인하다.

### 주요 등장인물의 가족 및 친척
시즈카의 어머니
성우 - 요네자와 마도카
말을 하기가 어려운 조즈에 대해 체벌이나 학대와 같은 꾸짖음을 하고 있었지만, 그것은 자신이나 아버지가 없어진 후의 딸을 진심으로 걱정했기 때문이었다. 과감한 치료로서 시즈카로부터 스마트폰을 빼앗지만, 그 일이 계기가 되어 렌타로와 대면하게 된다. 고등학생인 렌타로에 대해 현실적인 관점에서 시즈카와 장래적으로 계속 교제할 수 없다고 설파했지만, 렌타로의 반론을 받고 지금의 시즈카를 다시 바라보면서 화해한다. 시즈카에게 스마트폰을 반환했다.
하카리의 아버지
성우 - 이시다 아키라
하하리가 렌타로 전에 사귀던 미소년.
병에 걸려 여생이 얼마 남지 않았으므로 자신보다 오래 간직해 줄 남자를 위해 간직해 달라고 하하리의 첫 키스를 빼앗지 않았다. 유령으로 렌타로 앞에 나타나 비록 협박을 해서라도 하하리와 하카리를 행복하게 해줄 것을 약속시킬 생각이었지만, 너무 렌타로가 착한 아이여서 안심하고 이 세상에 미련이 없어져 성불하고 말았다. 하하리의 머리카락 폭주 사건 때 재등장해 하하리를 구하러 가려는 렌타로의 등을 밀었다.
쿠스리의 어머니
55세이지만, 딸과 마찬가지로 불로불사의 약의 영향으로 유아화되어 있다.
쿠스리의 아버지
딸과 마찬가지로 불로불사의 약의 영향으로 유아화되어 있다.

### 기타 등장인물
신
성우 - 치바 시게루
렌타로에게 운명의 사람의 존재를 가르친 '인연을 맺어주는 신사'의 신. 보기에는 훌륭한 흰 수염을 기른 노인으로 천사풍 날개와 고리를 달고 있다.
본래라면 운명의 사람은 1인당 1명밖에 없다(혹은 존재하지 않는 사람도 있다)가, 금요일 로드쇼에서 천공의 성 라퓨타의 바루스 장면을 처음 보면서 작업하고 있던 것에 의해, 숫자를 2자리 틀려 렌타로에게 100명의 상대를 설정해 버린다.
바바 안(馬場 杏)
성우 - 쿠지라
렌타로가 다니는 학교의 교감. 전 포환던지기 일본 대표. 전 육상 선수이기 때문에 발이 빨라 "지상에서 가장 음속에 가까운 할망구"라는 두 이름을 가진 것 외에 그 용모나 언동 등으로 인해 종종 요괴로 불리고 있다.
교칙에 엄격해 복도를 달린 학생에 대해 딥키스라는 제재를 하고, 그로부터 도망친 학생이 없다고 한다.
총장
성우 - 사이토 키미코
고릴라 연합의 보스. 고릴라와 비슷한 외모를 하고 있지만 인간 여성이다.
아사카와(浅川)
성우 - 아마노 사토미
렌타로가 중학교 졸업식 때 교백한 소녀.
호감도는 높았지만 운명의 상대가 아니기 때문에 연애 대상으로는 구역질이 나온다는 이유로 거절했다.
신인 아이돌(かけだしアイドルちゃん)
성우 - 이고마 유리에
푸드 파이트 페스티벌에서 사회 진행을 맡는다. 규칙 설명 시 규칙과 전혀 무관한 속옷의 비치는 모습을 드러낸다. 제100화에서 명칭이 판명되었다.
베로키 라프코(辺路木ラプ子)
성우 - 카와세 마키
쥬라식구 고교 여자 야구부의 포수. 3학년. 날씬한 도마뱀 같은 얼굴을 하고 있다. 상대팀의 분석력이 높고, 운동의 서투른 조용히 정신 공격을 하는 등, 이기기 위해서는 상대의 약점을 주저없이 찌른다.
테라노 사우르코(寺野サウル子)
성우 - 니케라이 파라나제
쥬라식구 고교 여자 야구부의 투수. 3학년. 마초한 외모대로의 파워 피처이지만, 중간에밖에 던질 수 없다.
키지네타 토루루(雉根田 兎留々)
신문부의 부장. 어려운 수행 끝에 습득한 전집중 기자의 호흡에 의해 사랑의 모습을 사진에 담아 기사로 해 버린다.
쿠오리 티나(九織 ティーナ)
전 톱 아이돌로 봄의 문화제로 아이돌을 하게 된 렌타로 패밀리의 코치를 맡는다.
노자와 선생님(野澤先生)
본작의 작화 담당. 흰 고양이와 검은 고양이를 기르고 있다.
혼오 카쿠요(本尾 角夜)
시즈카의 애독서인 서클릿 러브스토리의 작가.

## 수상 경력
'다음에 올 만화대상 2020'에서는 4,768에 이르는 엔트리 작품 중에서 19,902 포인트를 모아, 코믹스 부문에서 2위를 수상했다.
2021년 발렌타인에 맞춰 실시된 '소년 점프+'의 러브 코미디 히로인 투표 기획에서는 1위에 빛났다. 이 때, 같은 해 3월 17일까지 전화를 무료 공개하는 캠페인이 실시되었다.
AnimeJapan 2022의 '제5회 애니메이션화해 주었으면 하는 만화 랭킹'(2022년 2월 투표)에서는 8위가 되었다.

## 서지 정보
- 나카무라 리키토(원작)·노자와 유키코(작화) 《너를 너무너무너무너무 좋아하는 100명의 그녀》 슈에이샤 〈영 점프 코믹스〉
  1. 2020년 4월 17일 발매[15][16], ISBN 978-4-08-891533-3
  2. 2020년 6월 19일 발매[17][18], ISBN 978-4-08-891569-2
  3. 2020년 9월 18일 발매[19], ISBN 978-4-08-891656-9
  4. 2020년 12월 18일 발매[20], ISBN 978-4-08-891736-8
  5. 2021년 3월 18일 발매[21], ISBN 978-4-08-891816-7
  6. 2021년 6월 18일 발매[22], ISBN 978-4-08-892007-8
  7. 2021년 9월 17일 발매[23], ISBN 978-4-08-892072-6
  8. 2021년 12월 17일 발매[24], ISBN 978-4-08-892164-8
  9. 2022년 3월 18일 발매[25], ISBN 978-4-08-892245-4
  10. 2022년 6월 17일 발매[26], ISBN 978-4-08-892338-3
  11. 2022년 9월 16일 발매[27], ISBN 978-4-08-892427-4
  12. 2022년 12월 19일 발매[28], ISBN 978-4-08-892537-0
  13. 2023년 3월 17일 발매[29], ISBN 978-4-08-892629-2
  14. 2023년 7월 19일 발매[30],  ISBN 978-4-08-892718-3
  15. 2023년 10월 19일 발매[31],  ISBN 978-4-08-892861-6
  16. 2023년 11월 17일 발매[32],  ISBN 978-4-08-892896-8
  17. 2024년 3월 18일 발매[33], ISBN 978-4-08-893171-5
  18. 2024년 6월 19일 발매[34], ISBN 978-4-08-893278-1
  19. 2024년 9월 19일 발매[35], ISBN 978-4-08-893385-6
  20. 2024년 12월 18일 발매[36], ISBN 978-4-08-893504-1
  21. 2025년 3월 18일 발매[37], ISBN 978-4-08-893590-4

## TV 애니메이션
제1기가 2023년 10월부터 12월까지 TOKYO MX 등에서 방송되었다. 내레이션은 우에다 유지.
제2기는 제1기 최종화 방송 후 제작이 발표되어, 2025년 1월부터 3월까지 방송되었다.

### 스태프
- 원작 - 나카무라 리키토, 노자와 유키코
- 감독 - 사토 히카루
- 시리즈 구성 - 아오시마 타카시
- 캐릭터 디자인·총작화 감독 - 야노 아카네
- 의상 디자인 - 니시야마 미카, 마에다 유키(제2기)
- 미술 감독 - 오기야마 아키히토
- 미술 설정 - 아사미 토모야·아사미 미나
- 색채 설계 - 마츠야마 아이코
- 촬영 감독 - 시마 나오미
- 편집 - 타케미야 무츠미
- 음향 감독 - 츠치야 마사노리
- 음향 효과 - 나카지마 카츠히로
- 음향 제작 - 부시로드 무브
- 음악 - 무츠키 슈헤이, 타키자와 슌스케, eba
- 음악 제작 - 란티스
- 프로듀서 - 오자키 료타, 이시야마 타카히로
- 애니메이션 프로듀서 - 야마모토 케이스케
- 애니메이션 제작 - 바이브리 애니메이션 스튜디오
- 제작 - 너를 너무너무너무너무 좋아하는 제작위원회

### 주제가
너무너무너무너무 좋아하는 너에게♡(大大大大大好きな君へ♡)
하나조노 하카리(혼도 카에데), 인다 카라네(토미타 미유), 요시모토 시즈카(나가나와 마리아), 에이아이 나노(세토 아사미), 야쿠젠 쿠스리(아사이 아야카)에 의한 제1기 오프닝 테마. / 작사 - 안도 사사 / 작곡·편곡 - 타부치 토모야, 무츠키 슈헤이, 타키자와 슌스케(TRYTONELABO), eba
CD에는 히로인 각각에 의한 솔로 ver 외에, 본래는 노래하고 있지 않은 아이죠 렌타로(카토 와타루)에 의한 솔로 ver도 수록되었다.
스위트 사인(スイートサイン)
미사키 나코에 의한 제1기 엔딩 테마. / 작사 - 키스케 / 작곡 - YAMATSU / 편곡 - 키나미 우미
오늘의 엔딩은 내가 샀으니까 맘대로 해도 되겠지♡(今日のエンディングは私が買い取ったから好きにしていいわよね♡)
하나조노 하하리(우에사카 스미레)에 의한 제1기 제11화 엔딩 테마. / 작사 - 안도 사사 / 작곡·편곡 - 타부치 토모야, 무츠키 슈헤이, 타키자와 슌스케(TRYTONELABO), eba
고마워, 너무 좋아하게 되어 줘서(ありがと、大好きになってくれて)
렌타로 패밀리에 의한 제2기 오프닝 테마. / 작사 - 안도 사사 / 작곡·편곡 - 타부치 토모야, 무츠키 슈헤이, 타키자와 슌스케(TRYTONELABO), eba
Unmei?
하라가 쿠루미(신도 아마네), 스토 이쿠(타카하시 리에), 우츠쿠시스기 미미미(Lynn, 카쿠레 메메(타카오 카논)에 의한 제2기 엔딩 테마. / 작사 - 안도 사사 / 작곡·편곡 - 타부치 토모야, 무츠키 슈헤이, 타키자와 슌스케(TRYTONELABO), eba

### 방영 목록
| 화수   | 제목 | 시나리오        | 그림 콘티                   | 연출                                                         | 작화 감독                                                                               | 총작화 감독                           | 방송일          |
| 제1기  | 제1기 | 제1기           | 제1기                       | 제1기                                                        | 제1기                                                                                   | 제1기                                 | 제1기           |
| ------ | --- | --------------- | --------------------------- | ------------------------------------------------------------ | --------------------------------------------------------------------------------------- | ------------------------------------- | --------------- |
| 제1화  | 君のことが大大大大大好きな 2人の彼女 (あと98人) 너를 너무너무너무너무 좋아하는 2명의 그녀(앞으로 98명)       | 아오시마 타카시 | 사토 히카루 미야자키 나기사 | 아오키 you이치로                                             | 타테오카 치아키 니시야마 미카 사토 마리나                                               | 야노 아카네                           | 2023년 10월 8일 |
| 제2화  | はじめてのチュウ 첫 뽀뽀                                                                                     | 아오시마 타카시 | 요시다 타이조               | 아오키 you이치로                                             | 타테오카 치아키 니시야마 미카 미즈사키 켄타                                             | 야노 아카네                           | 10월 15일       |
| 제3화  | 無口な姫と騎士と武士 과묵한 공주님과 기사와 무사                                                             | 야마다 야스노리 | 고토 유키                   | 고토 유키                                                    | 타테오카 치아키 니시야마 미카 미즈사키 켄타 고토 유키                                   | 야노 아카네                           | 10월 22일       |
| 제4화  | いちゃいちゃ回と思いきや 꽁냥꽁냥 회차인가 싶었는데                                                          | 야마다 야스노리 | 시미즈 사토시               | 아오키 you이치로                                             | 타테오카 치아키 니시야마 미카 미즈사키 켄타                                             | 야노 아카네                           | 10월 29일       |
| 제5화  | 効率的な彼女 효율적인 그녀                                                                                   | 코노 타카미츠   | 야마모토 류타               | 노시타니 미츠타카                                            | 토쿠가와 에리 GAONNURI Animation                                                        | 야노 아카네 카미야 미야코             | 11월 5일        |
| 제6화  | 皆大好き水着回 모두가 좋아하는 수영복 편                                                                     | 코노 타카미츠   | 요시다 타이조               | 히라타 타카히로                                              | 타테오카 치아키 니시야마 미카 미즈사키 켄타 사토 마리나 사사키 유키에                   | 야노 아카네 카미야 미야코             | 11월 12일       |
| 제7화  | はじめましてのお薬少女 만나서 반가워요 약물 소녀                                                             | 야마다 야스노리 | 시미즈 사토시               | 야마모토 류타                                                | 타테오카 치아키 니시야마 미카 미즈사키 켄타                                             | 야노 아카네 카미야 미야코             | 11월 19일       |
| 제8화  | キスゾンビ♡パニック 키스 좀비♡패닉                                                                           | 야마다 야스노리 | 야마모토 류타 사토 히카루   | 야마모토 류타                                                | 타테오카 치아키 니시야마 미카 사쿠라이 코노미 社伟峰 陈亮 토나리 애니메이션             | 야노 아카네                           | 11월 26일       |
| 제9화  | 愛と魂をかけた聖戦 사랑과 영혼을 건 성전                                                                     | 코노 타카미츠   | 시마즈 히로유키             | 진보 마사토                                                  | 히로토미 마유 이치이 잇페이 오오니시 타카코                                             | 야노 아카네 카미야 미야코             | 12월 3일        |
| 제10화 | ラブミッション：インポッシブル 러브 미션 : 임파서블                                                          | 아오시마 타카시 | 히라타 타카히로             | 히라타 타카히로                                              | 타테오카 치아키 니시야마 미카 미즈사키 켄타 사토 마리나                                 | 야노 아카네 사토 마리나               | 12월 10일       |
| 제11화 | この命にかえても 이 목숨과 바꿔서라도                                                                        | 아오시마 타카시 | 사토 타쿠야                 | 미야타 마사노리                                              | 타테오카 치아키 니시야마 미카 미즈사키 켄타 사토 마리나                                 | 야노 아카네 카미야 미야코 사토 마리나 | 12월 17일       |
| 제12화 | 君のことが大大大大大好きな 100人の彼女(あと94人) 너를 너무너무너무너무 좋아하는 100명의 그녀(앞으로 94명)    | 아오시마 타카시 | 미야자키 나기사             | 아오키 you이치로                                             | 타테오카 치아키 니시야마 미카 미즈사키 켄타 사토 마리나                                 | 야노 아카네 카미야 미야코             | 12월 24일       |
| 제2기  | |                 |                             |                                                              |                                                                                         |                                       |                 |
| 제13화 | 彼(カノ)の名は。 그 (그녀)의 이름은.                                                                         | 아오시마 타카시 | 요시다 타이조               | 아오키 you이치로                                             | 타테오카 치아키 니시야마 미카 미즈사키 켄타                                             | 야노 아카네                           | 2025년 1월 12일 |
| 제14화 | 開幕! 激闘! 決着! フードファイトフェスティバル 개막! 격투! 결판! 푸드 파이터 페스티벌                        | 아오시마 타카시 | 요시다 타이조               | 아오키 you이치로                                             | 타테오카 치아키 니시야마 미카 미즈사키 켄타                                             | 야노 아카네                           | 1월 19일        |
| 제15화 | メイドさんは見えてる? 메이드는 눈이 보인다?                                                                  | 야마다 야스노리 | 미야자키 나기사             | 야마모토 류타                                                | 타테오카 치아키 니시야마 미카 미즈사키 켄타 후루카와 사부로                             | 야노 아카네                           | 1월 26일        |
| 제16화 | ぬれぬれメイドパーティー 흠뻑 젖은 메이드 파티                                                               | 야마다 야스노리 | 아오야기 류헤이             | 히라타 타카히로                                              | 타테오카 치아키 니시야마 미카                                                           | 야노 아카네                           | 2월 2일         |
| 제17화 | アスリートは基本ドM 운동선수는 기본 극성 마조                                                                | 코노 타카미츠   | 사토 히카루                 | 사토 히카루                                                  | 타테오카 치아키 니시야마 미카 시부야 쇼이치 노모토 아이                                 | 야노 아카네                           | 2월 9일         |
| 제18화 | 君のホームランに誓う 너의 홈런에 맹세한다                                                                    | 코노 타카미츠   | 요시다 타이조               | 야마모토 류타                                                | 니시야마 미카 미즈사키 켄타                                                             | 야노 아카네                           | 2월 16일        |
| 제19화 | カラオケ・クライシス 노래방 크라이시스                                                                       | 야마다 야스노리 | 시미즈 사토시               | 아오키 you이치로                                             | 니시야마 미카 시부야 쇼이치 노모토 아이 미사와 세이야                                   | 야노 아카네 타테오카 치아키           | 2월 23일        |
| 제20화 | 美しきものたち 아름다운 것들                                                                                 | 야마다 야스노리 | 시미즈 사토시               | 야마모토 류타                                                | 시부야 쇼이치 노모토 아이 미즈사키 켄타 葉昌 陳丹 吳遠誌 蔣杭岑 五角 方满 王家梁 王潤雨 | 야노 아카네 타테오카 치아키           | 3월 2일         |
| 제21화 | 髪のみぞ知る世界 머리카락만이 아는 세계                                                                      | 코노 타카미츠   | 사노 타카시                 | 아오키 you이치로                                             | 니시야마 미카 노모토 아이 미즈사키 켄타 王瑞浩                                          | 야노 아카네 타테오카 치아키           | 3월 9일         |
| 제22화 | かくれんボーイミーツガール 꼭꼭 숨어라 머리카락 보이 미츠 걸                                                 | 코노 타카미츠   | 아오야기 류헤이             | 마츠모토 요시히사 사토 히카루 야마모토 류타 아오키 you이치로 | 니시야마 미카 시부야 쇼이치 노모토 아이 미즈사키 켄타                                   | 야노 아카네 타테오카 치아키           | 3월 16일        |
| 제23화 | 失われしツンデレ 잃어버린 츤데레                                                                             | 아오시마 타카시 | 미야자키 나기사 사토 히카루 | 이이노 켄타로                                                | 니시야마 미카 시부야 쇼이치 오쿠야마 유야 비트 호소다 사오리                            | 야노 아카네 타테오카 치아키           | 3월 23일        |
| 제24화 | 君のことが大大大大大しゅきな100人の彼女 (あと89人) 너를 너무너무너무너무 좋아하는 100명의 그녀 (앞으로 89명) | 아오시마 타카시 | 요시다 타이조               | 야마모토 류타                                                | 니시야마 미카 시부야 쇼이치 노모토 아이 미즈사키 켄타 미사와 세이야                     | 야노 아카네 타테오카 치아키           | 3월 30일        |

### Web 라디오
《100카노 RADIO》라는 제목으로 2023년 9월 4일부터 유튜브의 EMOTION Label Channel, 히비키 - HiBiKi Radio Station -, 온센에서 배포 중이다. 퍼스널리티는 하나조노 하카리 역의 혼도 카에데와 인다 카라네 역의 토미타 미우. 첫 회는 방송 직전 스페셜로서 전달되어 같은 해 10월 13일부터는 매주 금요일 12시에 전달.